# Marceli Truchan
Marceli Jan Truchan (ur. 14 maja 1935, zm. 5 kwietnia 2013) – polski piłkarz ręczny, medalista mistrzostw Polski, reprezentant Polski, następnie działacz sportowy, m.in. członek zarządu klubów AKS Chorzów i Dynamit Chorzów oraz Śląskiego Związku Biathlonu.

## Życiorys
W młodości był piłkarzem ręcznym, początkowo w odmianie 11-osobowej. Występował w barwach Stali Kościuszko Chorzów i od 1958 AKS Chorzów. Z AKS wywalczył dwukrotnie brązowy medal mistrzostw Polski w 1965 i 1966, w latach 1958–1959 dwukrotnie wystąpił w I reprezentacji Polski. W latach 60. i 70. bez większych sukcesów grał w barwach AKS w piłkę ręczną 7-osobową. W pierwszej połowie lat 70. był trenerem Konstalu Chorzów, Wawelu Wirek i AKS. W 1976 został wiceprezesem AKS i w tej roli miał udział w dwóch tytułach mistrza Polski żeńskiej drużyny seniorek (1981 i 1982). W 1986 został wiceprezesem Dynamitu Chorzów, którego był założycielem i poświęcił się biathlonowi, w 1992 należał równocześnie do założycieli Stowarzyszenia Biathlon Śląski, od 1994 był jego
prezesem, pełnił także funkcję wiceprezesa Śląskiego Związku Biathlonu.